# Rio Cazacu
O Rio Cazacu é um rio da Romênia, afluente do Azuga, localizado no distrito de Prahova.